# 最悪な人生のためのガイドブック
「最悪な人生のためのガイドブック」（さいあくなじんせいのためのガイドブック）は、2005年に上演されたパルコプロデュースのミュージカル・コメディである。

## 概要
彼氏と別れたばかりのアベコの部屋に、ピザ屋ピザアミーゴの陽気な配達人ドイッチがピザを届けに来た。それがきっかけで、二人は同棲することになった。しかし、堅実な女性雑誌ライターのアベコに対して、ドイッチは42歳になるのにピザとサッカーをこの上なく愛するフリーターで、今をエンジョイ出来ればよいと思っている。ピザアミーゴの若い同僚のオノッチとその彼女のキヨッペも計画性もなく、先々の未来の不安には目をつむろうとする。また、アベコの友人トリコとその彼氏のババは不倫関係を楽しんでいる。
その頃ピザアミーゴの社長がマキに変わり、「40歳以上のアルバイトは、全員解雇」という方針をだしていて、店長ムラキが、アベコとドイッチの新居引っ越し祝いの最中に、ドイッチに解雇を告げにやってきた。そのマキは、実はアベコの別れた恋人であった。この恋の行方は、一体どうなってゆくのか！？
森山未來と堀内敬子の「フィンガーダンス」は、リフトやクラシックバレエの振付もある。

## 出演
- 川平慈英  - ドイッチ（土井玲児）42歳。独身。ソファーに寝てピザとビールを楽しみながらサッカーを観るのが理想の人生
- 森山未來  - オノッチ（小野雅彦）今時の若者。具体的計画は無いのに「ビッグになるぜ」と本気で思っている。
- 草刈正雄  - マキ（真木洋介）ピザアミーゴの新社長でアベコの昔の彼氏
- キムラ緑子  - アベコ 38歳。独身。女性雑誌のライター。一見出来る女風だが、実はとっても奥手。
- 堀内敬子  - キヨッペ（多田起代美）オノッチの彼女でオノッチよりも現実的
- 小林隆  - ムラキ（村木）ピザアミーゴの支店長で、ココアみたいに温かく優しい心の持ち主。
- 伊織直加  - ミチル（八木）ピザアミーゴ社長秘書
- 三鴨絵里子  - トリコ（鳥山秀子）
- 近江谷太朗  - ババ（馬場）
- トライトーン（ア・カペラ・クインテット）-コーラス

## スタッフ
- 脚本・演出：鈴木聡
- 音楽：本多俊之